# Florin Constantiniu
Florin Constantiniu (n. 8 aprilie 1933, București – d. 13 aprilie 2012, București) a fost un istoric român, membru corespondent (din 1999) al Academiei Române. În anul 2006 a fost ales membru titular al Academiei Române.
A fost cercetător științific principal la Institutul de Istorie „Nicolae Iorga”.
A fost distins cu premiul Nicolae Bălcescu al Academiei Române în 1972.
A publicat studii despre diferite perioade ale istoriei și a abordat diverse direcții de cercetare. Este cunoscut, în special, ca autor al cărții „O istorie sinceră a poporului român,” în care afirmă, În atâtea cazuri, păcatele de azi sunt păcatele de ieri, repetate, agravate, tocmai pentru că au fost ascunse, iar istoricii, de teamă că li se va reproșa lipsa de patriotism, au preferat să tacă, spunea însuși autorul despre această lucrare de sinteză.
A murit la 14 aprilie 2012, la București.

## Cariera
Studiile secundare și superioare le-a absolvit în București,anul 1956. A  fost  angajat ca cercetător din 1957 și cercetător științific principal  din 1967 la Institutul de istorie Nicolae Iorga al Academiei R.S.R. Doctor în istorie (1968). Premiat cu Premiul „Nicolae Bălcescu” al Academiei Romane Socialiste România (1972). Acesta a fost un istoric  medievist. A abordat teme variate din istoria națională, insistând asupra istoriei social-economice a secolului al XVIII-lea, domeniu în care a dat lucrări originale, bogate în idei noi și fundamentate documentar. În mai toate studiile sale, Constantiniu nu a  neglijat particularitățile specifice feudalismului de pe teritoriul României și  a căutat  să încadreze procesul istoric românesc în cel  al generalități  europene, arătând firească legătură dintre dezvoltarea social, economică și culturală de la noi cu cea depărtată, din celelalte țări, vecine sau mai  îndepărtate. Un alt domeniu de interes pentru autor este studiul problemei celui de al doilea război mondial.

## Lucrări publicate
- Ceaușescu, Ilie; Constantiniu, Florin; Ionescu, Mihail E. (1984), 200 de zile mai devreme. Rolul României în scurtarea celui de-al doilea război mondial, București: Editura Științifică și Enciclopedică
- Constantiniu, Florin (1984), August 1944: Repere istorice, București: Editura Stiințifică și Enciclopedică
- Constantiniu, Florin (1985), Constantin Mavrocordat, București: Editura Militară
- Cernovodeanu, Paul; Constantiniu, Florin (1989), Constantin Brâncoveanu, București: Editura Academiei Republicii Socialiste România
- Constantiniu, Florin; Duțu, Alesandru; Retegan, Mihai (1995), România în război 1941 - 1945: un destin în istorie, București: Editura Militară
- Constantiniu, Florin; Schipor, Ilie (1995), Trecerea Nistrului (1941): o decizie controversată, București: Editura Albatros
- Constantiniu, Florin (1997), O istorie sinceră a poporului român, București: Editura Univers enciclopedic
- Constantiniu, Florin (1997), Doi ori doi fac șaisprezece. A început războiul rece în România?, București: Editura Eurosong Book]],
- Constantiniu, Florin (1998), De la războiul fierbinte la războiul rece, București: Editura Corint
- Constantiniu, Florin (1999), O istorie sinceră a poporului român, Ediția a II-a revăzută și adăugită, București: Editura Univers enciclopedic, ISBN 973-9436-18-9 Verificați valoarea |isbn=: checksum (ajutor)
- Constantiniu, Florin (2008), O istorie sinceră a poporului român, Ediția a IV-a revăzută și adăugită, București: Univers Enciclopedic
- Constantiniu, Florin (2001), P.C.R., Pătrășcanu și Transilvania (1945 - 1946), București: Editura Enciclopedică
- Constantiniu, Florin (2002), 1941. Hitler, Stalin și România: România și geneza Operațiunii „Barbarossa”, București: Editura Univers enciclopedic
- Constantiniu, Florin (2003), Diplomații români și devierea de dreapta, Seria Biblioteca de istorie, București: Editura Tritonic
- Constantiniu, Florin; Pop, Adrian (2007), Schisma roșie. România și declanșarea conflictului sovieto-iugoslav (1948 - 1950), București: Editura Compania
- Constantiniu, Florin (2007), De la Răutu și Roller la Mușat și Ardeleanu, București: Editura Enciclopedică